# Liste der Fahnenträger der katarischen Mannschaften bei Olympischen Spielen
Die Liste der Fahnenträger der katarischen Mannschaften bei Olympischen Spielen listet chronologisch alle Fahnenträger katarischer Mannschaften bei den Eröffnungsfeiern Olympischer Spiele auf.

## Liste der Fahnenträger
| Mannschaft             | Veranstaltung | Fahnenträger (EF)        | Fahnenträger (AF)              |
| ---------------------- | ------------- | ------------------------ | ------------------------------ |
| 1984 in Los Angeles    | Sommerspiele  | Waheed Khamis al-Salem   |                                |
| 1988 in Seoul          | Sommerspiele  | Kein Einmarsch Katars    |                                |
| 1992 in Barcelona      | Sommerspiele  |                          |                                |
| 1996 in Atlanta        | Sommerspiele  | Ibrahim Ismail           |                                |
| 2000 in Sydney         | Sommerspiele  | Ibrahim Ismail           |                                |
| 2004 in Athen          | Sommerspiele  | Khalid Habash al-Suwaidi | Abdulrahman Suleiman           |
| 2008 in Peking         | Sommerspiele  | Nasser Al-Attiyah        | Khâleel Al-Jabir (Offizieller) |
| 2012 in London         | Sommerspiele  | Bahiya al-Hamad          | Mohammed Abduh Bakhet          |
| 2016 in Rio de Janeiro | Sommerspiele  | Ali bin Chalid Al Thani  | Volunteer                      |
| 2020 in Tokio          | Sommerspiele  | Tala Abujbara            | Volunteer                      |
| 2020 in Tokio          | Sommerspiele  | Mohammed al-Rumaihi      | Volunteer                      |
| 2024 in Paris          | Sommerspiele  | Shahd Ashraf             | Volunteer                      |
| 2024 in Paris          | Sommerspiele  | Mutaz Essa Barshim       | Volunteer                      |

Anmerkung: (EF) = Eröffnungsfeier, (AF) = Abschlussfeier

## Statistik
| Rang    | Sportart       | EF | AF | ∑  |
| ------- | -------------- | -- | -- | -- |
| 1       | Leichtathletik | 6  | 2  | 8  |
| 2       | Schießen       | 3  | 0  | 3  |
| 2       | Volunteer      | 0  | 3  | 3  |
| 4       | Reiten         | 1  | 0  | 1  |
| 4       | Rudern         | 1  | 0  | 1  |
| 4       | Offizieller    | 0  | 1  | 1  |
| Gesamt: | Gesamt:        | 11 | 6  | 17 |

| Rang                   | Sportart | EF | AF | ∑ |
| ---------------------- | -------- | -- | -- | - |
| bisher keine Teilnahme |          |    |    |   |
| Gesamt:                | Gesamt:  | 0  | 0  | 0 |

| Rang    | Sportart       | EF | AF | ∑  |
| ------- | -------------- | -- | -- | -- |
| 1       | Leichtathletik | 6  | 2  | 8  |
| 2       | Schießen       | 3  | 0  | 3  |
| 2       | Volunteer      | 0  | 3  | 3  |
| 4       | Reiten         | 1  | 0  | 1  |
| 4       | Rudern         | 1  | 0  | 1  |
| 4       | Offizieller    | 0  | 1  | 1  |
| Gesamt: | Gesamt:        | 11 | 6  | 17 |